# Принс
Принс Роџерс Нелсон (енгл. Prince Rogers Nelson; Минеаполис, 7. јун 1958 – Чанхасен, 21. април 2016) био је амерички музичар. Наступао је под именом Принс, док је раније наступао под многим именима. Од 1993. до 2000. се представљао под симболом који нема изговор. У том периоду је обично називан као „Извођач некада познат као Принс“.
Као текстописац и музичар издао је више стотина песама. Власник је седам Греми награда, Златног глобуса и једног Оскара. Уврштен је у Рокенрол кући славних 2004. године. Магазин „Ролинг стоун“ га је поставио на 27. место своје листе „100 највећих извођача свих времена“. Продао је преко 100 милиона плоча и дискова широм света.
Принсова музичка палета покрива многе музичке жанрове попут: ритам и блуза, фанка, рока, фолка, џеза и хип хопа. Неки од музичара који су утицали на њега су: Џими Хендрикс, Џејмс Браун, Битлси, Стиви Вондер, Карлос Сантана и други.

## Дискографија
- For You (1978)
- Prince (1979)
- Dirty Mind (1980)
- Controversy (1981)
- 1999 (1982)
- Purple Rain (1984)
- Around the World in a Day (1985)
- Parade (1986)
- Sign "O" the Times (1987)
- Lovesexy (1988)
- Batman (1989)
- Graffiti Bridge (1990)
- Diamonds and Pearls (1991)
- Love Symbol Album (1992)
- Come (1994)
- The Black Album (1994)
- The Gold Experience (1995)
- Chaos and Disorder (1996)
- Emancipation (1996)
- Crystal Ball (1998)
- Rave Un2 the Joy Fantastic (1999)
- The Rainbow Children (2001)
- One Nite Alone... (2002)
- Xpectation (2003)
- N.E.W.S (2003)
- The Chocolate Invasion (2004)
- The Slaughterhouse (2004)
- Musicology (2004)
- 3121 (2006)
- Planet Earth (2007)
- Lotusflower (2009)
- 20Ten (2010)
- Plectrumelectrum (2014)
- Art Official Age (2014)
- HITnRUN Phase One (2015)
- HITnRUN Phase Two (2015)